# Marie-Léopoldine d'Anhalt-Dessau
Marie-Léopoldine d'Anhalt-Dessau (18 novembre 1746, Dessau – 15 avril 1769, Detmold) est une princesse d'Anhalt-Dessau par la naissance et par son mariage comtesse de Lippe-Detmold.

## Biographie
Léopoldine Marie est une fille du prince Léopold II d'Anhalt-Dessau (1700-1751) de son mariage avec Gisèle-Agnès d'Anhalt-Köthen (1722-1751), fille du prince Léopold d'Anhalt-Köthen. Elle a des relations particulièrement étroites avec ses sœurs, Agnès et Casimire, avec qui elle a surtout vécu, même après son mariage, et avec qui elle entretient une vaste correspondance, quand elles ne sont pas ensemble.
À l'âge de 18 ans, le 28 septembre 1765 à Dessau, elle épouse le comte Simon-Auguste de Lippe (1727-1782) prince de Lippe-Detmold, qui est deux fois plus vieux qu'elle. Dans ses lettres à ses sœurs, elle se plaint d'avoir le mal du pays, de sorte que ses sœurs décident de la suivre à Detmold. Elle supervise personnellement la modernisation de la résidence princière du château de Detmold et de la Cour à Lemgo.
Elle est décédée le 15 avril 1769, quatre ans seulement après son mariage. Plus tard cette année, Simon-Auguste épouse sa sœur Casimire.

## Descendance
De son mariage avec Simon-Auguste, Marie Léopoldine a un fils:
- Léopold Ier de Lippe (1767-1802), prince de Lippe-Detmold, qui épouse en 1796, la princesse Pauline d'Anhalt-Bernbourg (1769-1820)